# Nialus motschulskyi
Nialus motschulskyi är en skalbaggsart som beskrevs av Nikritin 1969. Nialus motschulskyi ingår i släktet Nialus och familjen Aphodiidae. Inga underarter finns listade i Catalogue of Life.